# About Time (альбом Pennywise)
About Time — третий студийный альбом группы Pennywise, выпущенный 13 июня 1995.
Хотя альбом не являлся коммерчески успешным, он считается одним из лучших релизов Pennywise, и включает их концертные записи, «Peaceful Day», «Perefect People», «Every Single Day», и «Same Old Story». About Time также был первым альбомом Pennywise, попавшим в Billboard; релиз достиг 96 места. Большая часть альбома продолжает тему проблем со временем: страх его прохождения, его контроля и его принятия.
About Time является последним альбомом с участием басиста Джейсона Тёрска, который покончил жизнь самоубийством 29 июля 1996. Pennywise, после раздумий об окончании карьеры, решили нанять нового басиста, Рэнди Брэдбери, который мог бы остаться в команде.

## Предыстория и запись
Вокалист Джим Линдберг вернулся в Pennywise в 1992 году, после временного перерыва, взятого после выпуска второго альбома Unknown Road в 1993 году. Хотя Unknown Road не попал в чарты в Billboard, группа пользовалась умеренным успехом и заработала поддержку на национальные и мировые турне с такими группами, как The Offspring. Из-за постоянных гастролей и выступлений на сноуборд и серфинг видео, альбом был продан тиражом около 200 000 экземпляров. Во второй половине 1994 года, Pennywise начали записывать свой третий альбом, озаглавленный About Time. Они вошли в Total Access Recoding в Редондо-Бич в декабре того года и записали свой новый альбом на протяжении трехмесячного периода. Когда они были в разгаре записи About Time, появились крупные лейблы, которые захотели подписать с группой контракт после неожиданного успеха Green Day и The Offspring, но Pennywise отвергли идею подписания с мейджор-лейблом и решили остаться с Epitatph.
About Time был последним студийным альбомом Pennywise с басистом Джейсоном Тёрском; впрочем, это не последний их альбом который содержит песни, написанные им. Тёрск был ещё жив при записи Full Circle, и написал несколько ранее неизданных песен, которые в итоге появляются в альбоме 2014 года Yesterdays.

## Принятие альбома
В своем обзоре на Allmusic Пол Хендерсон дал альбому 4.5 из 5 звезд и сказал: «Четвёртый релиз группы представляется как единое целое силы, хардкора и позитива с добавлением лирики и идеалов. В то время, как музыка и смысл остаются практически прежними, увеличивается глубина и зрелость.»

## Список композиций
| №                   | Название                   | Длительность |
| ------------------- | -------------------------- | ------------ |
| 1.                  | «Peaceful Day»             | 2:52         |
| 2.                  | «Waste of Time»            | 2:18         |
| 3.                  | «Perfect People»           | 3:04         |
| 4.                  | «Every Single Day»         | 2:39         |
| 5.                  | «Searching»                | 2:55         |
| 6.                  | «Not Far Away»             | 2:52         |
| 7.                  | «Freebase»                 | 2:41         |
| 8.                  | «It's What You Do With It» | 2:25         |
| 9.                  | «Try»                      | 2:32         |
| 10.                 | «Same Old Story»           | 2:42         |
| 11.                 | «I Won't Have It»          | 2:30         |
| 12.                 | «Killing Time»             | 2:37         |
| Общая длительность: | Общая длительность:        | 32:07        |

## Участники
- Джим Линдберг — вокал;
- Флетчер Дрегги — гитара;
- Джейсон Тёрск — бас;
- Байрон МакМакин — барабаны;
- Эдди Эшворт — помощник инженера;
- Джерри Финн — продюсер, инженер;
- Бретт Гуревич — продюсер;
- Фред Идальго — арт.

## Чарты
Billboard (Северная Америка) и ARIA Charts (Австралия).
| Год  | Чарт          | Позиция |
| ---- | ------------- | ------- |
| 1995 | Billboard 200 | 96      |
| 1995 | ARIA Chart    | 55      |